# Смирна (Тенеси)
Смирна (енгл. Smyrna) град је у америчкој савезној држави Тенеси.

## Демографија
По попису из 2010. године број становника је 39.974, што је 14.405 (56,3%) становника више него 2000. године.
| Група             | 2000.          | 2010.          |
| Белци             | 21.756 (85,1%) | 28.527 (71,4%) |
| Афроамериканци    | 1.999 (7,8%)   | 4.480 (11,2%)  |
| Азијати           | 310 (1,2%)     | 1.739 (4,4%)   |
| Хиспаноамериканци | 1.101 (4,3%)   | 4.286 (10,7%)  |
| Укупно            | 25.569         | 39.974         |